# Trachycephalus hadroceps
Trachycephalus hadroceps là một loài ếch trong họ Nhái bén.
Nó được tìm thấy ở Guyane thuộc Pháp, Guyana, Suriname, và có thể Brasil.
Môi trường sống tự nhiên của chúng là các khu rừng ẩm ướt đất thấp nhiệt đới hoặc cận nhiệt đới.